# ماريكا يندستروم
ماريكا يندستروم (بالسويدية: Marika Lindström)‏ هي ممثلة سويدية، ولدت في 25 نوفمبر 1946 في سكيلفتيا في السويد.

## وصلات خارجية
- الموقع الرسمي
- ماريكا يندستروم على موقع IMDb (الإنجليزية)
- ماريكا يندستروم على موقع ميتاكريتيك (الإنجليزية)
- ماريكا يندستروم على موقع روتن توميتوز (الإنجليزية)
- ماريكا يندستروم على موقع ألو سيني (الفرنسية)
- ماريكا يندستروم على موقع أول موفي (الإنجليزية)
- ماريكا يندستروم على موقع قاعدة بيانات الأفلام السويدية (السويدية)
- ماريكا يندستروم على موقع قاعدة بيانات الفيلم (الإنجليزية)
- ماريكا يندستروم على موقع كينوبويسك (الروسية)